# Diócesis de Youngstown
La diócesis de Youngstown (en latín: Dioecesis Youngstoniensis y en inglés: Roman Catholic Diocese of Youngstown) es una circunscripción eclesiástica de la Iglesia católica en Estados Unidos. Se trata de una diócesis latina, sufragánea de la arquidiócesis de Cincinnati, que tiene al obispo David Joseph Bonnar como su ordinario desde el 17 de noviembre de 2020.

## Territorio y organización

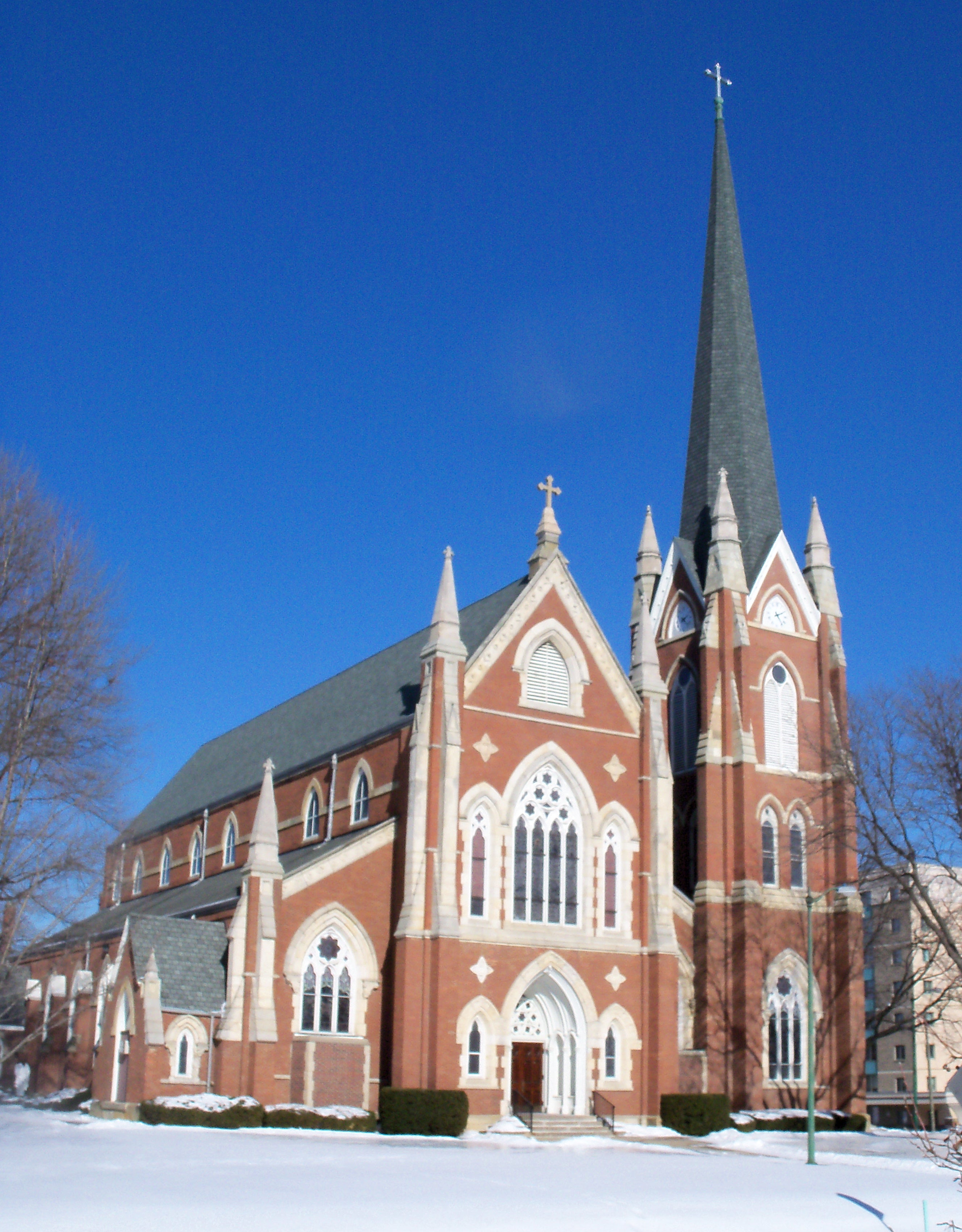
Basílica de San Juan Bautista, en Canton

La diócesis tiene 5478 km² y extiende su jurisdicción sobre los fieles católicos de rito latino residentes en 6 condados del estado de Ohio: Ashtabula, Columbiana, Mahoning, Portage, Stark y Trumbull.
La sede de la diócesis se encuentra en la ciudad de Youngstown, en donde se halla la Catedral de San Columba. En el territorio de la diócesis se encuentran otras dos basílicas menores: basílica de Nuestra Señora del Carmen, en Youngstown, y la Basílica de San Juan Bautista, en Canton.
En 2020 en la diócesis existían 86 parroquias:

## Historia

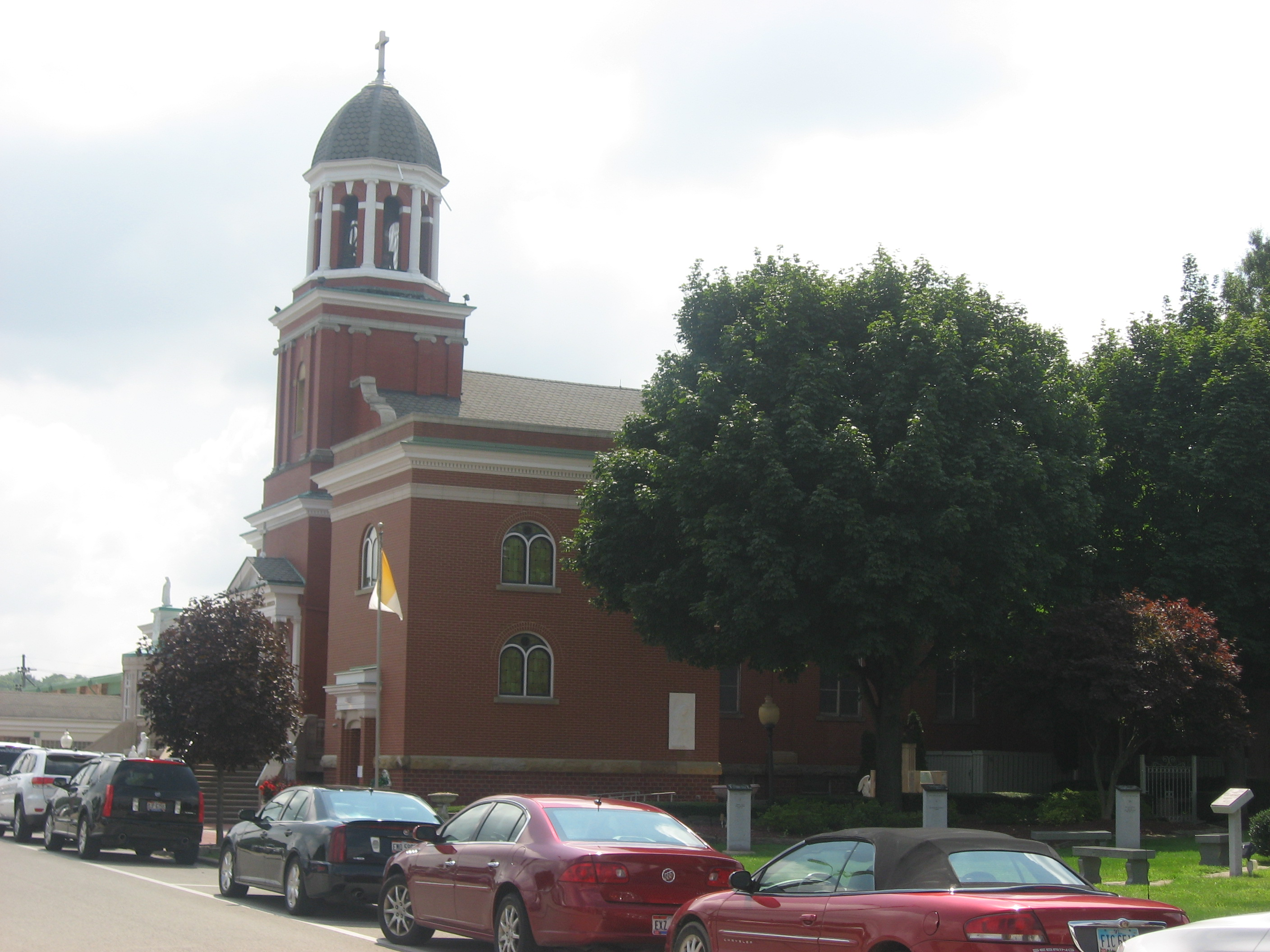
Basílica de Nuestra Señora del Carmen, en Youngstown

La diócesis fue erigida el 15 de mayo de 1943 con la bula Ad animarum bonum del papa Pío XII, obteniendo el territorio de la diócesis de Cleveland.
El 2 de septiembre de 1954 la catedral fue destruida por un incendio. Una nueva catedral de estilo moderno, diseñada por los arquitectos de Detroit Diehl y Diehl, se completó en 1958.
En 1962, cuando el papa Juan XXIII convocó al Concilio Vaticano II, el obispo Walsh y su obispo auxiliar, James W. Malone, asistieron al consejo de la Basílica de San Pedro. Tras la enfermedad del obispo Walsh, el obispo Malone fue nombrado administrador apostólico; después el obispo Walsh murió el 16 de marzo de 1968 y el obispo Malone fue nombrado obispo de Youngstown el 2 de mayo de 1968. El obispo Malone fue el obispo de Youngstown durante casi treinta años, el obispo William A. Hughes (más tarde obispo emérito de Covington en Kentucky) fue su auxiliar durante varios años.
Tras el nombramiento de obispo Hughes a Covington, Benedicto Franzetta fue nombrado auxiliar de Youngstown. En 1996, el obispo Malone llegó a la edad en que los obispos debían acudir en su dimisión. El obispo Thomas J. Tobin fue nombrado su sucesor y fue instalado como obispo de Youngstown el 2 de febrero de 1996. El obispo Franzetta, quien se jubiló el 4 de septiembre de 1996, murió el 26 de septiembre de 2006. El 31 de marzo de 2005, el papa Juan Pablo II nombró al obispo Tobin como obispo de Providence, Rhode Island. El 30 de mayo de 2007 el papa Benedicto XVI nombró al obispo George Murry, S.J. como el quinto obispo de la diócesis de Youngstown.
El 28 de mayo de 2010, el obispo Murry anunció un plan para la reestructuración de las parroquias que redujo el número de 112 a 87 en dos años.

## Estadísticas
De acuerdo al Anuario Pontificio 2021 la diócesis tenía a fines de 2020 un total de 163 650 fieles bautizados.
| Año                                                                             | Población            | Población | Población      | Sacerdotes | Sacerdotes    | Sacerdotes    | Bautizados por sacerdote | Diáconos permanentes | Religiosos | Religiosos | Parroquias |
| Año                                                                             | Bautizados católicos | Total     | % de católicos | Total      | Clero secular | Clero regular | Bautizados por sacerdote | Diáconos permanentes | Varones    | Mujeres    | Parroquias |
| ------------------------------------------------------------------------------- | -------------------- | --------- | -------------- | ---------- | ------------- | ------------- | ------------------------ | -------------------- | ---------- | ---------- | ---------- |
| 1950                                                                            | 154 970              | 935 198   | 16.6           | 231        | 188           | 43            | 670                      |                      | 28         | 534        | 101        |
| 1966                                                                            | 286 492              | 1 141 220 | 25.1           | 345        | 263           | 82            | 830                      |                      | 82         | 767        | 117        |
| 1970                                                                            | 286 492              | 1 250 935 | 22.9           | 312        | 230           | 82            | 918                      |                      | 135        | 769        | 117        |
| 1976                                                                            | 296 563              | 1 281 917 | 23.1           | 286        | 202           | 84            | 1036                     |                      | 134        | 602        | 117        |
| 1980                                                                            | 286 000              | 1 307 000 | 21.9           | 292        | 227           | 65            | 979                      | 11                   | 117        | 510        | 117        |
| 1990                                                                            | 280 757              | 1 254 000 | 22.4           | 234        | 193           | 41            | 1199                     | 47                   | 71         | 366        | 114        |
| 1999                                                                            | 256 802              | 1 222 866 | 21.0           | 228        | 196           | 32            | 1126                     | 60                   | 23         | 262        | 116        |
| 2000                                                                            | 256 071              | 1 219 386 | 21.0           | 198        | 171           | 27            | 1293                     | 65                   | 50         | 251        | 116        |
| 2001                                                                            | 262 020              | 1 217 333 | 21.5           | 190        | 166           | 24            | 1379                     | 70                   | 44         | 236        | 116        |
| 2002                                                                            | 245 585              | 1 227 633 | 20.0           | 186        | 162           | 24            | 1320                     | 68                   | 45         | 234        | 116        |
| 2003                                                                            | 239 960              | 1 223 313 | 19.6           | 180        | 158           | 22            | 1333                     | 68                   | 45         | 229        | 116        |
| 2004                                                                            | 235 541              | 1 227 633 | 19.2           | 179        | 157           | 22            | 1315                     | 69                   | 40         | 224        | 116        |
| 2010                                                                            | 244 123              | 1 276 096 | 19.1           | 155        | 140           | 15            | 1574                     | 73                   | 27         | 211        | 112        |
| 2014                                                                            | 251 000              | 1 316 000 | 19.1           | 153        | 134           | 19            | 1640                     | 78                   | 39         | 205        | 87         |
| 2017                                                                            | 173 900              | 1 195 000 | 14.6           | 127        | 113           | 14            | 1369                     | 77                   | 23         | 192        | 87         |
| 2020                                                                            | 163 650              | 1 175 115 | 13.9           | 116        | 103           | 13            | 1410                     | 84                   | 26         | 175        | 86         |
| Fuente: Catholic-Hierarchy, que a su vez toma los datos del Anuario Pontificio. |                      |           |                |            |               |               |                          |                      |            |            |            |

La diócesis comprende tres hospitales administrados por órdenes religiosas, 54 escuelas primarias parroquiales, una escuela secundaria parroquial, y tres escuelas secundarias católicas.

### Escuelas elementales
La Diócesis de Youngstown opera las siguientes escuelas primarias, como se señala en el sitio web de la diócesis:
- Assumption School, Geneva
- Blessed Sacrament School, Warren
- Byzantine Catholic Central School, Youngstown
- Holy Family School, Poland
- Immaculate Heart of Mary School, Austintown
- Our Lady of Peace School, Canton
- Regina Coeli-St. Joseph School, Alliance
- Sacred Heart of Mary School, Louisville
- Saint Aloysius School, East Liverpool
- Saint Barbara School, Massillon
- Saint Charles School, Boardman
- Saint Christine School, Youngstown
- Saint Clement School, Navarre
- Saint James School, Waynesburg
- Saint Joan of Arc School, Canton
- Saint Joseph Austintown School, Austintown
- Saint Joseph Canton School, Canton
- Saint Joseph Mantua School, Mantua
- Saint Joseph Randolph School, Mogadore
- Saint Joseph the Provider School, Campbell
- Saint Luke School, Boardman
- Saint Louis School, Louisville
- Saint Michael School, Canton
- Saint Patrick School, Kent
- Saint Patrick Hubbard School, Hubbard
- Saint Peter School, Canton (Ohio)Canton
- Saint Paul School, North Canton
- Saint Paul School, Salem
- Saint Pius School, Warren
- Saint Rose School, Girard
- Saint Stephen School, Niles
- SS. John and Paul K-6, Ashtabula
- SS. Mary and Joseph School, Newton Falls
- SS. Philip and James School, Canal Fulton

### Escuelas secundarias
- Cardinal Mooney High School, Youngstown
- Central Catholic High School, Canton
- John F. Kennedy High School, Warren
- St. Thomas Aquinas High School, Louisville
- Saints John & Paul High School*, Ashtabula
- Ursuline High School, Youngstown

* Independientemente operada con la bendición de la diócesis.

## Episcopologio
- James Augustine McFadden † (2 de junio de 1943-16 de noviembre de 1952 falleció)
- Emmet Michael Walsh † (16 de noviembre de 1952 por sucesión-16 de marzo de 1968 falleció)
- James William Malone † (2 de mayo de 1968-5 de diciembre de 1995 retirado)
- Thomas Joseph Tobin (5 de diciembre de 1995-31 de marzo de 2005 nombrado obispo de Providence)
- George Vance Murry, S.I. † (30 de enero de 2007-5 de junio de 2020 falleció)
- David Joseph Bonnar, desde el 17 de noviembre de 2020